# 华人世界 (电视节目)
《华人世界》（英語：Chinese World）是中国中央电视台中文国际频道的一档报道全球华人的杂志型节目。每期为30分钟，由《全球华人资讯》和《华人故事》两部分组成。

## 环节

### 全球华人资讯
报道海外华人华侨动态，以及海外领事信息。该环节之前每天也会单独播出。

### 华人故事
用故事化的镜头手法，外景画面与人物访谈两种方式相结合，向观众介绍知名华人（不单指外籍华人，亦有中国公民）的人生历程和生存状态。

## 口号
华人世界，我们的家

## 播出时间
- 亚洲版首播：周一至周五13:00-13:30，重播：次日02:30-03:00、05:35-05:55
- 欧洲版首播：周一至周五15:30-16:00，重播：次日01:40-02:10、09:00-09:30
- 美洲版首播：周一至周五19:15-19:45，重播：次日01:10-01:40